# واية بك
واية بك هي قرية في مقاطعة نظر أباد، إيران. يقدر عدد سكانها بـ 146 نسمة بحسب إحصاء 2016.